# Liste der Mitglieder der Deutschen Akademie der Naturforscher Leopoldina/1814
Die Liste der Mitglieder der Deutschen Akademie der Naturforscher Leopoldina für 1814 enthält alle Personen, die im Jahr 1814 zum Mitglied ernannt wurden. Insgesamt gab es fünf neu gewählte Mitglieder.

## Mitglieder
| Nr.  | Name                        | Beiname         | Geboren       | Aufnahme | Gestorben     | Bild                     | Datenbank |
| ---- | --------------------------- | --------------- | ------------- | -------- | ------------- | ------------------------ | --------- |
| 1046 | Franz Kaspar Hesselbach     |                 | 27. Jan. 1759 | 1. Jul.  | 24. Juli 1816 |                          | 3812      |
| 1047 | Wilhelm Michael von Richter |                 |               | 1. Jul.  |               |                          | 2505      |
| 1048 | Friedrich Ludwig Kreysig    | Eudemus V.      | 7. Juli 1770  | 5. Jul.  | 4. Juni 1839  | Friedrich Ludwig Kreysig | 4759      |
| 1049 | Johann von Wendt            | Praxagoras III. | 26. Okt. 1777 | 9. Jul.  | 13. Apr. 1845 | Johann von Wendt         | 7236      |
| 1050 | Friedrich Schumacher        | Andromachus II. | 15. Nov. 1757 | 11. Jul. | 9. Dez. 1830  |                          | 6579      |

## Hinweis zu den Lebensdaten
In der Liste sind zunächst die Lebensdaten gemäß Archiv der Leopoldina aufgenommen. Diese beziehen sich auf die Angaben gem. Neigebaur (1860) und Ule (1889). Die Lebensdaten im Namensartikel können daher von den Lebensdaten in der Liste abweichen.